# Ami Saito (Leichtathletin, 1999)
Ami Saito (* 26. August 1999 in Takahashi) ist eine japanische Leichtathletin, die sich auf den Sprint spezialisiert hat.

## Sportliche Laufbahn
Erste internationale Erfahrungen sammelte Ami Saito im Jahr 2015, als sie bei den Jugendweltmeisterschaften in Cali im 200-Meter-Lauf mit 24,38 s im Halbfinale ausschied. 2018 gelangte sie bei den Juniorenasienmeisterschaften in Gifu bis in das Finale über 100 Meter, konnte dort aber nicht mehr an den Start gehen. Bei den World Athletics Relays 2021 im polnischen Chorzów belegte sie mit der japanischen 4-mal-100-Meter-Staffel in 44,40 s den vierten Platz und erkämpfte damit einen Startplatz für die Olympischen Spiele in Tokio, bei denen sie mit 43,44 s in der Vorrunde ausschied. 

## Persönliche Bestleistungen
- 100 Meter: 11,57 s (+2,0 m/s), 7. Oktober 2016 in Kitakami
  - 60 Meter (Halle): 7,39 s, 3. Februar 2018 in Osaka
- 200 Meter: 23,46 m (+1,8 m/s), 26. Juni 2016 in Nagoya